# SummerSlam (2024)
SummerSlam (2024), promowany również jako SummerSlam: Cleveland – trzydziesta siódma gala wrestlingu w chronologii cyklu SummerSlam, wyprodukowana przez federację WWE dla zawodników z brandów Raw i SmackDown. Odbyła się 3 sierpnia 2024 w Cleveland Browns Stadium w Cleveland w stanie Ohio. Była to druga gala z cyklu SummerSlam zorganizowana w Cleveland, po gali z 1996 roku, która odbyła się w Gund Arena (obecnie Rocket Mortgage FieldHouse). Gospodarzem gali był wrestler WWE i pochodzący z Cleveland The Miz.
Był to pierwszy SummerSlam zorganizowany po fuzji WWE ze spółką zależną Endeavor Ultimate Fighting Championship (UFC) we wrześniu 2023 roku pod szyldem TKO Group Holdings, a także pierwsze SummerSlam pod szyldem TKO i pierwsze, które nie było bezpośrednio kontrolowane przez rodzinę McMahon. Było to również ostatnie SummerSlam transmitowane na żywo w niezależnej sieci WWE Network, które ma zostać zamknięte na wszystkich rynkach, na których usługa jest nadal dostępna w styczniu 2025 roku, a zawartość WWE zostanie przeniesiona do Netflixa.
Na gali odbyło się siedem walk. W walce wieczoru, która była główną walką na SmackDown, Cody Rhodes pokonał Solo Sikoa w Bloodline Rules matchu, zachowując Undisputed WWE Championship. W innej ważnej walce, która była główną walką z brandu Raw, Gunther pokonał Damiana Priesta i zdobył World Heavyweight Championship. Gala ta odznaczyła się powrotem Romana Reignsa do WWE po przerwie od czasu WrestleManii XL w kwietniu 2024 roku.

## Produkcja

### Tło
SummerSlam to coroczna gala wrestlingu tradycyjnie organizowana w sierpniu przez WWE od 1988 roku. Nazwane „Największą Galą Lata”, jest jedną z pięciu największych gal promocji w ciągu roku, obok WrestleManii, Royal Rumble, Survivor Series i Money in the Bank, określanych jako „Wielka Piątka”. Spośród nich uważane jest za drugą największą galę WWE w roku, zaraz po WrestleManii.
Ogłoszona 12 marca 2024 roku trzydziesta siódma edycja SummerSlam odbyła się w sobotę, 3 sierpnia 2024 roku na stadionie Cleveland Browns Stadium w Cleveland w stanie Ohio, a wzięli w nim udział zawodnicy z brandów Raw i SmackDown. Była to druga gala SummerSlam zorganizowana w Cleveland, po gali z 1996 roku, która odbyła się w Rocket Mortgage Fieldhouse, gdy miejsce to było jeszcze znane jako Gund Arena.
15 lipca 2024 roku, dyrektor ds. treści WWE Paul „Triple H” Levesque ogłosił dwie oficjalne piosenki przewodnie wydarzenia autorstwa piosenkarki country Jelly Roll: „Dead End Road” i „Liar”. Triple H zaprosił także Jelly Roll do występu na gali. Jelly Roll pojawił się następnie w filmie promocyjnym SummerSlam. 22 lipca na odcinku Monday Night Raw ogłoszono, że Jelly Roll wykona „Liar” na żywo na SummerSlam. Ogłoszono, że japoński zapaśnik Naomichi Marufuji z Pro Wrestling Noah będzie gościem specjalnym na SummerSlam, a później potwierdzono, że będzie gościnnym komentatorem transmisji wydarzenia w japońskim serwisie streamingowym Abema. Ogłoszenie to nadeszło zaledwie kilka dni po tym, jak wrestler WWE AJ Styles zmierzył się z Marufujim na gali Noah Destination 2024. Dodatkowo gospodarzem wydarzenia był wrestler WWE i pochodzący z Cleveland The Miz.

### Punkty nadawcze
SummerSlam było transmitowane na żywo w tradycyjnym systemie pay-per-view na całym świecie, a także w Peacock w Stanach Zjednoczonych, Disney+ Hotstar w Indonezji, Disney+ na Filipinach, Binge w Australii, Abema w Japonii, SonyLIV w Indiach i WWE Network we wszystkich innych krajach. W styczniu 2024 roku WWE ogłosiło, że cała zawartość WWE Network zostanie przeniesiona do Netflix we wszystkich krajach, w których ta pierwsza jest nadal dostępna jako samodzielna usługa, począwszy od stycznia 2025 roku, co sprawi, że gala w 2024 roku będzie ostatnim SummerSlam transmitowanym na żywo w WWE Network.

### Inne wydarzenia związane z SummerSlam
W ramach weekendu SummerSlam, 2 sierpnia odcinek Friday Night SmackDown odbył się w pobliskim Rocket Mortgage FieldHouse, podczas gdy Damian Priest, Sami Zayn i WWE Hall of Famer The Undertaker organizowali wydarzenia w pobliskim Agora Theatre and Ballroom. Priest był gospodarzem pokazu i dyskusji panelowej na temat swojego filmu dokumentalnego w piątkowe popołudnie przed SmackDown, Zayn był gospodarzem programu komediowego późnym piątkowym wieczorem po SmackDown, a Undertaker był gospodarzem swojego 1 deadMan Show w sobotnie popołudnie przed SummerSlam.

### Rywalizacje
SummerSlam oferowało walki profesjonalnego wrestlingu z udziałem wrestlerów należących do brandów Raw i SmackDown. Oskryptowane rywalizacje (storyline’y) kreowane będą podczas cotygodniowych gal Raw i SmackDown. Wrestlerzy są przedstawieni jako heele (negatywni, źli zawodnicy i najczęściej wrogowie publiki) i face’owie (pozytywni, dobrzy i najczęściej ulubieńcy publiki), którzy rywalizują pomiędzy sobą w seriach walk mających budować napięcie. Kulminacją rywalizacji jest walka wrestlerska lub ich seria.

#### Pojedynek o World Heavyweight Championship i o WWE Women’s Championship
23 maja 2024 roku, podczas występu w atrakcji WWE Experience w Arabii Saudyjskiej, dyrektor ds. treści WWE Paul "Triple H" Levesque ogłosił, że zwycięzcy turniejów King of the Ring i Queen of the Ring otrzymają walkę o mistrzostwa świata swojego brandu na SummerSlam. Na King and Queen of the Ring Gunther z Raw i Nia Jax ze SmackDown wygrały odpowiednie turnieje, zdobywając w ten sposób walki odpowiednio o World Heavyweight Championship, w posiadaniu Damiana Priesta i WWE Women’s Championship, w posiadaniu Bayley.

#### Pojedynek o Women’s World Championship
W połowie 2023 roku, po tym jak Rhea Ripley kosztowała Liv Morgan WWE Women’s Tag Team Championship, obie miały zaplanowaną walkę, jednak walka nigdy się nie rozpoczęła, ponieważ Ripley zaciekle zaatakowała Morgan stalowym krzesłem, raniąc ramię Morgan i zabierając ją nieobecną przez kilka miesięcy. Morgan powróciła na Royal Rumble 2024 w styczniu i wyruszyła w trasę zemsty, której celem było odebranie Ripley Women’s World Championship, ponieważ Ripley zabrała miesiące jej kariery. 8 kwietnia na odcinku Raw, Morgan zaatakowała Ripley za kulisami, co autentycznie zraniło Ripley w prawe ramię i zmusiło ją do zwakowania mistrzostwa. W ciągu następnych kilku tygodni, Morgan zaczęła wykazywać więcej nikczemnych cech. Na King and Queen of the Ring, Morgan zdobyła Women’s World Championship po przypadkowej ingerencji ze strony ukochanego Ripley, "Dirty" Dominika Mysterio. Następnie Morgan zaczęła próbować uwieść Dominika, wierząc, że celowo pomagał jej w zwycięstwach, chociaż członkowie stajni Dominika The Judgement Day próbowali rozdzielić ich oboje. 8 lipca na odcinku Raw, Morgan i Dominik połączyli siły, aby pokonać Latino World Order (Rey Mysterio i Zelina Vega). Oboje świętowali pierwsze zwycięstwo Dominika nad ojcem, a Dominik prawie się poddał i pocałował Morgan, ale Ripley niespodziewanie powróciła i Morgan uciekła, podczas gdy Ripley zbeształa Dominika. W następnym tygodniu, Ripley wezwała Morgan i wyzwała ją na pojedynek o Women’s World Championship na SummerSlam. Na ekranie pojawiła się Morgan i przyjęła wyzwanie.

#### Pojedynek o Undistuped WWE Championship
Na WrestleManii XL w kwietniu Cody Rhodes pokonał Romana Reignsa w Bloodline Rules matchu i wygrał Undisputed WWE Championship, pomimo wysiłków The Bloodline mających na celu uniemożliwienie Rhodesowi zwycięstwa. Po tym wydarzeniu, lider The Bloodline Reigns i jego kolega The Rock zrobili sobie przerwę, podczas gdy Solo Sikoa został pełniącym obowiązki lidera, po czym wyrzucili Jimmy’ego Uso z grupy i dodał The Tongans (Tama Tongę i Tongę Loa) oraz Jacoba Fatu do The Bloodline. Menedżer grupy Paul Heyman również został później wyrzucony po tym, jak odmówił uznania Sikoa za nowego wodza plemiennego The Bloodline. Na Money in the Bank, The Bloodline (Sikoa, Fatu i Tama) pokonali Rhodesa, Kevina Owensa i Randy’ego Ortona w six-man tag team matchu z Sikoą przypinającego Rhodesa. Na następnym SmackDown, The Bloodline opowiedział o swoim zwycięstwie, gdy Rhodes im przerwał i powiedział, że wie, że Sikoa chce walki o Undisputed WWE Championship na SummerSlam i przyjął wyzwanie. Następnie The Bloodline zaatakował go i odepchnął atak Ortona, po czym wykonali zpowerbombowi Ortona przez stół komentatorski. Na SmackDown w noc poprzedzającą SummerSlam, po konfrontacji Sikoa i Rhodesa, Sikoa zmienił warunki walki na Bloodline Rules match.

#### Pojedynek o WWE United States Championship
Przez wiele miesięcy, LA Knight próbował walczyć z Loganem Paulem o WWE United States Championship. Podczas walki kwalifikacyjnej Money in the Bank 28 czerwca na odcinku SmackDown, Knight przypiął Paula. Knightowi nie powiodło się w samym Money in the Bank ladder matchu, ale na następnym SmackDown sporządził ważną notatkę, w jaki sposób przypiął Paula do tego ladder matchu, a następnie rzucił wyzwanie Paulowi o United States Championship. Podpisanie kontraktu odbyło się 19 lipca, a walka odbędzie się na SummerSlam w Cleveland, rodzinnym mieście Paula.

#### Pojedynek o WWE Intercontinental Championship
Na Money in the Bank, Sami Zayn pokonał Brona Breakkera i obronił WWE Intercontinental Championship. Następnie Breakker zaczął zaciekle atakować Zayna i Ilję Dragunova przez kilka następnych tygodni, z zamiarem ponownego zmierzenia się z Zaynem o tytuł. 22 lipca na odcinku Raw, Breakker miał zmierzyć się z Dragunovem, a zwycięzca zmierzy się z Zaynem o Intercontinental Championship na SummerSlam. Breakker brutalnie pokonał Dragunowa, powodując referee stoppage i tym samym ogłaszając Breakkera zwycięzcą.

#### CM Punk vs. Drew McIntyre
Na Survivor Series: WarGames w listopadzie 2023, bezpośrednio po męskim WarGames matchu, w którym uczestniczyli zarówno Seth „Freakin” Rollins, jak i Drew McIntyre, CM Punk powrócił do WWE po prawie 10 latach nieobecności. Wywołało to wielki gniew zarówno Rollinsa, jak i McIntyre’a. Następnie Rollins i Punk rozpoczęli feud, a Punk przystąpił do męskiego Royal Rumble matchu w styczniu z zamiarem wygrania i rzucenia wyzwania Rollinsowi o World Heavyweight Championship na WrestleManii XL. McIntyre również wziął udział w Rumble matchu i podczas walki Punk autentycznie zerwał prawy triceps. Następnie McIntyre wygrał męski Elimination Chamber match na Elimination Chamber: Perth, aby zmierzyć się z Rollinsem o tytuł na WrestleManii, jednocześnie kpiąc z Punka z powodu jego kontuzji. Punk został następnie wyznaczony na gościnnego komentatora specjalnego walki Rollinsa i McIntyre’a na WrestleManii, którą McIntyre wygrał i zdobył tytuł. Po walce McIntyre napawał się punkiem, który zaatakował McIntyre’a, pozwalając Damianowi Priestowi wykorzystać jego kontrakt Money in the Bank i kończąc panowanie McIntyre’a w czasie krótszym niż sześć minut. Punk ponownie kosztował McIntyre’a tytuł na Clash at the Castle: Scotland oraz na gali Money in the Bank, kiedy McIntyre wykorzystał właśnie wygrany kontrakt Money in the Bank. W przypadku tego ostatniego interwencja Punka nie tylko kosztowała McIntyre’a tytuł, ale także Rollinsa, ponieważ Rollins walczył o tytuł z Priestem, gdy McIntyre wykorzystał swój kontrakt. Ostatecznie doprowadziło to do walki pomiędzy McIntyre’em i Punkiem, który uzyskał zezwolenie lekarskie, zaplanowanej na SummerSlam, a Rollins został wyznaczony na sędziego specjalnego. Na ostatnim Raw przed SummerSlam, Rollins stwierdził, że będzie łagodny w ogłaszaniu pojedynku, sugerując, że prawdopodobnie nie dojdzie do dyskwalifikacji ani wyliczenia.

## Wyniki walk
| Nr                                 | Wyniki                                                                              | Stypulacje                                                  | Czas  |
| ---------------------------------- | ----------------------------------------------------------------------------------- | ----------------------------------------------------------- | ----- |
| 1                                  | Liv Morgan (c) pokonała Rheę Ripley (z "Dirty" Dominikiem Mysterio) poprzez pinfall | Singles match o Women’s World Championship                  | 15:55 |
| 2                                  | Bron Breakker pokonał Samiego Zayna (c) poprzez pinfall                             | Singles match o WWE Intercontinental Championship           | 5:40  |
| 3                                  | LA Knight pokonał Logana Paula (c) (z Machine Gun Kellym) poprzez pinfall           | Singles match o WWE United States Championship              | 12:00 |
| 4                                  | Nia Jax pokonała Bayley (c) poprzez pinfall                                         | Singles match o WWE Women’s Championship                    | 12:30 |
| 5                                  | Drew McIntyre pokonał CM Punka poprzez pinfall                                      | Singles match Seth „Freakin” Rollins był sędzią specjalnym. | 17:00 |
| 6                                  | Gunther pokonał Damiana Priesta (c) poprzez techniczne poddanie                     | Singles match o World Heavyweight Championship              | 16:40 |
| 7                                  | Cody Rhodes (c) pokonał Solo Sikoę poprzez pinfall                                  | Bloodline Rules match o Undistuped WWE Championship         | 29:10 |
| (c) – mistrz/mistrzyni przed walką |                                                                                     |                                                             |       |